# Hister inflexus
Hister inflexus är en skalbaggsart som beskrevs av Lewis 1914. Hister inflexus ingår i släktet Hister och familjen stumpbaggar. Inga underarter finns listade i Catalogue of Life.